# Liste der Monuments historiques in Hautecourt-Romanèche
Die Liste der Monuments historiques in Hautecourt-Romanèche führt die Monuments historiques in der französischen Gemeinde Hautecourt-Romanèche auf.

## Liste der Bauwerke
| Bezeichnung     | Beschreibung                  | Standort | Kennzeichnung | Schutzstatus | Datum | Bild           |
| --------------- | ----------------------------- | -------- | ------------- | ------------ | ----- | -------------- |
| Donjon in Buenc | Erbaut ab dem 13. Jahrhundert | (Lage)   | PA00116411    | Inscrit      | 1974  | weitere Bilder |

## Liste der Objekte
- Monuments historiques (Objekte) in Hautecourt-Romanèche in der Base Palissy des französischen Kultusministeriums